# Virginia Slims of Chicago 1974
Virginia Slims of Chicago 1974  — жіночий тенісний турнір, що проходив на закритих кортах з килимовим покриттям Lake Shore Racquet Club у Чикаго (США) в рамках Світової чемпіонської серії Вірджинії Слімс 1974. Відбувсь утретє і тривав з 25 лютого до 3 березня 1974 року. Четверта сіяна Вірджинія Вейд здобула титул в одиночному розряді й отримала за це 10 тис. доларів США.

## Фінальна частина

### Одиночний розряд
Вірджинія Вейд —  Розмарі Казалс 2–6, 6–4, 6–4

### Парний розряд
Кріс Еверт /  Біллі Джин Кінг —  Франсуаза Дюрр /  Бетті Стов 3–6, 6–4, 6–4

## Розподіл призових грошей
| Дисципліна       | П       | F      | ПФ     | ЧФ     | 1/8  | 1/16 |
| Одиночний розряд | $10,000 | $5,600 | $2,800 | $1,400 | $700 | $350 |